# Duvauchelle (Nouvelle-Zélande)
Pour les articles homonymes, voir Duvauchelle.

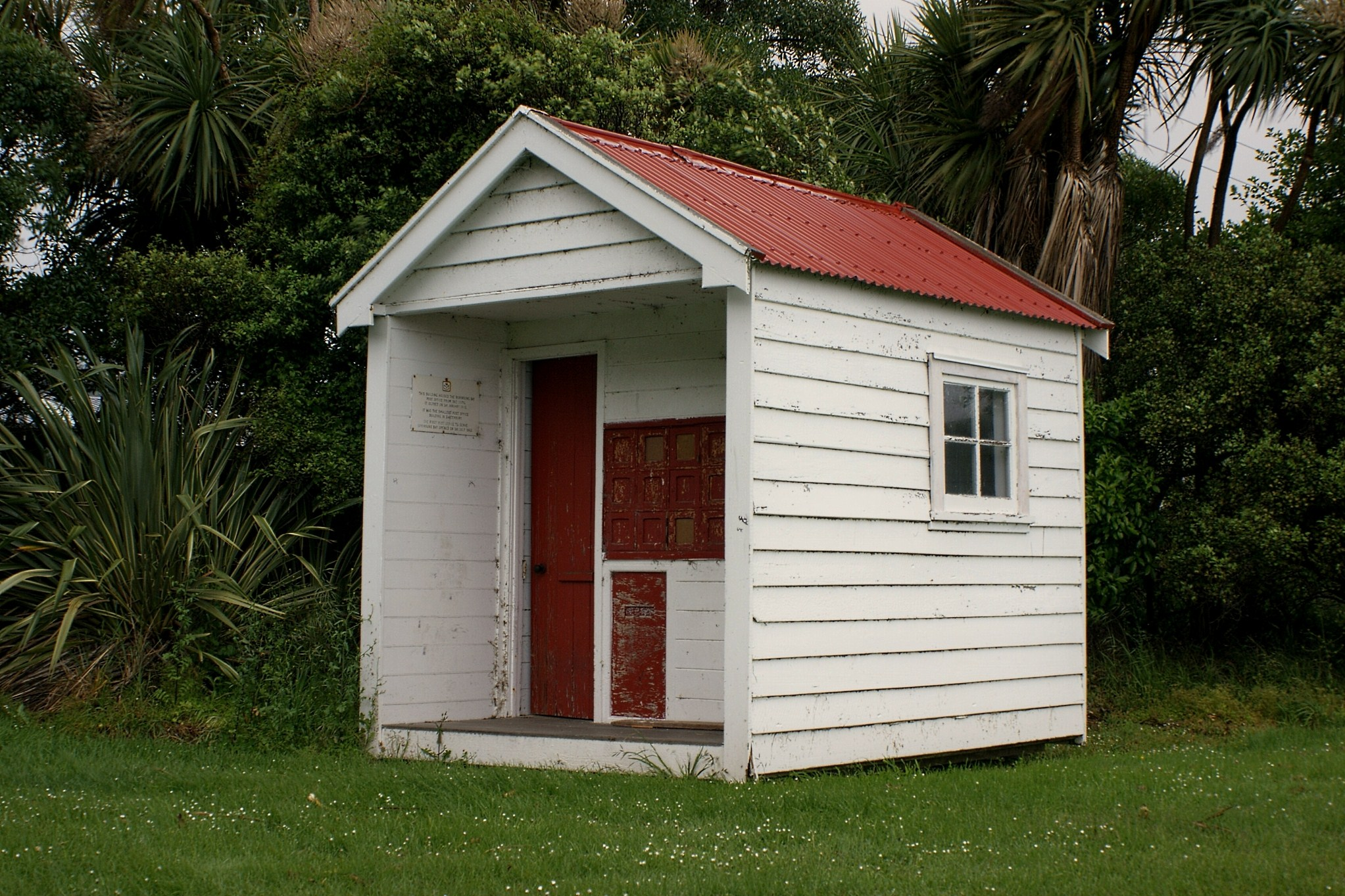
Bureau de poste de Robinsons Bay vers 1912

Duvauchelle (maori de Nouvelle-Zélande : Kaitouna) est une petite localité située dans l’île du Sud de la Nouvelle-Zélande.

## Situation
La ville est localisée au niveau de la tête du mouillage de Akaroa Harbour (en) sur la Péninsule de Banks.
La route Highway 75/ S H75 (en) passe à travers la ville.
La péninsule d’Onawe (en) sépare la baie de Duvauchelle de la baie de Barry.

## Gouvernance
Duvauchelle est maintenant une partie de la juridiction du Conseil de la cité de Christchurch (en) depuis la fusion de la cité avec le district de la Péninsule de Banks (en) en 2006. 
À partir de 1910 et jusqu’en 1989, Duvauchelle a été le siège du Conseil du comté d'Akaroa (en).

## Population
Duvauchelle est groupé avec d’autres villages comprenant French Farm, Wainui, Robinson's Bay et Takamatua dans le cadre de la zone statistique d'Akaroa Harbour. Selon le recensement de 2013 en Nouvelle-Zélande, Akaroa Harbour avait une population de 777 résidents, en augmentation de 42 personnes depuis le recensement de 2006. Il y avait 387 hommes et 390 femmes.

## Histoire
Le site d’un ancien Māori pā ou village fortifié se trouvait au niveau de Oinako, là où l’hôtel Duvauchelle se situe aujourd’hui. Au niveau de Te Wharau creek, un taua ou parti de la guerre des guerriers Ngāti Awa (en) campa durant la bataille conduite par Te Rauparaha en 1831.
Le premier colon au niveau de la tête de la baie (la localisation de la ville actuelle) fut un Français nommé Libeau, qui arriva en 1841.

## Toponymie
Le nom de la ville et de la baie viennent du nom de deux frères Jules-Augustin et Louis-Benjamin, qui obtinrent des terres de la Compagnie Nanto-Bordelaise, à l’époque de l’installation de la colonisation française du secteur d’Akaroa en 1840.
Dans la décennie suivante, les terres le long de Duvauchelle Bay furent louées à la Association de Canterbury (en) par des colons britanniques, comprenant William Augustus Gordon, qui était le frère de Charles George Gordon, le fameux soldat et administrateur colonial, connu comme « Gordon of Khartoum » après sa mort. La première pleine propriété fut achetée en 1857.

## Activité économique
L’activité économique était centrée sur l’extraction des troncs et la scierie, principalement d’arbres de type totara. Les cochons domestiques étaient élevés dans la forêt, qui se croisèrent avec les cochons sauvages donnant les cochons marrons ou cochons sauvages, qui sont présents partout maintenant.
L’exploitation des troncs fut ainsi la principale activité, ainsi que la construction de bateaux. 
Le bois scié était transporté en dehors de la baie avec les bateaux, qui avaient été construits localement.
Comme la couverture forestière fut éclaircie, elle fut remplacée par des pâturages.
Un 'public house' ou pub et un magasin furent construits en 1850 .
Un petit bâtiment, qui servit à la fois d’église et d’école fut aussi érigé par les personnes résidant localement sur un terrain d’un demi-acre donné par Lord Lyttelton.
La première route permanente commença à être construite en 1860 et en 1879, on vit l’arrivée des bureaux du Conseil du Conté et le bureau de poste.
L’hôtel de Duvauchelle et le bureau de poste furent sévèrement endommagés par le tremblement de terre, qui frappa la région en 2010 et 2011. 
La partie la plus ancienne de l’hôtel fut démolie après le séisme, la partie restante du bâtiment fut rouverte sur un seul étage en septembre 2013. Le bureau de poste fut démoli à la fin de l’année 2012.